# Всемирный зал славы шахмат
Всемирный зал славы и музей шахмат (англ. World Chess Hall of Fame and Museum) — музей и зал славы в США, темой которого являются увековечение памяти о выдающихся шахматистах и история шахмат в целом. Создан в 1986 году в при штаб-квартире Шахматной федерации США в Нью-Уинсоре (Нью-Йорк) как Зал славы шахмат США, в 1992 году перенесён в Вашингтон, где располагался в здании Шахматного центра США. В 2001 году переехал в Майами. На новом месте состоялась смена тематики и названия, и организация стала называться Всемирным залом славы шахмат и музеем Сидни Самола, с добавлением экспозиции, посвящённой работе создателя первого коммерческого шахматного компьютера Chess Challenger. С 2011 года располагается в Сент-Луисе.

## История
Идея Зала славы шахмат США зародилась в первой половине 1980-х годов у трёх функционеров Федерации шахмат США: президента федерации Эдварда Стивена Дойла, её исполнительного директора Джерарда Дулли и его ассистента Эла Лоуренса. В 1984 году, в условиях, когда интерес к шахматам в мире, и в том числе в США, возрождался на фоне соперничества Анатолия Карпова и Гарри Каспарова, им удалось получить поддержку для этого проекта от правления федерации. После предварительного сбора экспонатов для первоначальной коллекции (среди которых были учебник шахматных дебютов, подписанный Робертом Фишером, и серебряный шахматный комплект, принадлежавший Полу Морфи), Зал славы открылся в 1986 году в подвале штаб-квартиры федерации в Нью-Уинсоре (Нью-Йорк). Первоначально его членами были избраны только два человека, но к ним очень быстро добавились ещё шестеро.
Зал славы действовал в Нью-Уинсоре до 1992 года, когда его приобрёл Шахматный фонд США — некоммерческая организация, существующая с 1967 года, которой Федерацией шахмат США были делегированы многие функции, относящиеся к связям с общественностью и публичному образованию. Экспозиция, с этого момента носившая название «Музей и зал славы Шахматного фонда США», была перенесена в Вашингтон, где вместе со штаб-квартирой фонда разместилась в подвале здания посольства Швейцарии на М-стрит. Там экспозиция была расширена. Согласно описанию 1997 года, в неё входили предметы, связанные с историей шахмат в Америке начиная с 1492 года, включая шахматные доски, комплекты фигур и памятные сувениры (в том числе трофей, завоёванный сборной США на командном чемпионате мира 1993 года), коллекция книг, посвящённых шахматной игре, и первый коммерческий шахматный компьютер, с которым могли сыграть посетители.

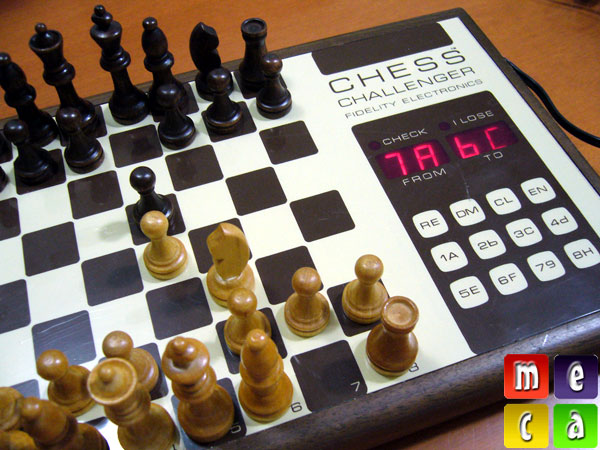
Chess Challenger 1 (1977)

Именно Сидни Самол, владелец компании Fidelity Electronics и создатель первого игрового шахматного компьютера, запущенного в массовое производство, Chess Challenger 1, предоставил залу славы его следующее помещение. В 2001 году экспозиция была перенесена из Вашингтона в Майами, где для неё было построено отдельное здание на территории штаб-квартиры Excalibur Electronics, владельцем которой был его сын Шейн. После переезда организация получила название «Всемирный зал шахмат и музей Сидни Самола».
К концу десятилетия, однако, оказалось, что новый музей приносит его владельцам убытки, и в 2008—2009 годах экспозиция была свёрнута и отправлена на хранение. Эл Лоуренс, один из авторов первоначального зала славы, занялся поиском нового спонсора и в итоге договорился с миллиардером из Миссури Рексом Синкефилдом. Синкефилд, уроженец Сент-Луиса, был энтузиастом шахмат и после завершения активной деловой карьеры занялся развитием шахмат в своём родном городе. Вместе с женой он основал в мае 2008 года Шахматный клуб Сент-Луиса, который уже через год принял и мужской, и женский чемпионаты США. Лоуренсу удалось убедить Синкефилда, что в Сент-Луисе, городе, где интерес к шахматам был намного выше, чем в Майами, шахматный музей не будет убыточным, и для него было приобретено бывшее здание Мэрилендской медицинской группы, расположенное напротив здания Шахматного клуба Сент-Луиса.
Правление Федерации шахмат утвердило переезд музея в Сент-Луис в 2010 году, и его открытие на новом месте состоялось 9 сентября 2011 года. Новое помещение — старинное здание, включённое в Национальный реестр исторических мест США, — включало галереи общей площадью около 4500 квадратных футов (420 м2) на трёх этажах, из которых верхний был отдан непосредственно под зал славы, на первых двух располагаются временные экспозиции, а экспонаты постоянной экспозиции распределены между всеми галереями. В том же году во Всемирный зал славы шахмат была впервые избрана женщина — ею стала первая чемпионка мира Вера Менчик.

## Члены Всемирного зала славы и Зала славы США
| Имя                         | Год  |
| --------------------------- | ---- |
| Джордж Колтановский         | 1986 |
| Исаак Кэжден                | 1986 |
| Фрэнк Дж. Маршалл           | 1986 |
| Пол Морфи                   | 1986 |
| Гарри Нельсон Пильсбери     | 1986 |
| Самуэль Герман Решевский    | 1986 |
| Ройбен Файн                 | 1986 |
| Роберт Джеймс (Бобби) Фишер | 1986 |
| Сэм Лойд                    | 1987 |
| Вильгельм (Уильям) Стейниц  | 1987 |
| Герман Хелмс                | 1988 |
| Арпад Эмрик Эло             | 1988 |
| Эл Горовиц                  | 1989 |
| Ханс Берлинер               | 1990 |
| Джон (Джек) У. Коллинз      | 1991 |
| Артур Уильям Дейк           | 1991 |
| Гизела К. Грессер           | 1992 |
| Арнолд Шелдон Денкер        | 1992 |
| Джордж Генри Макензи        | 1992 |
| Пал Бенко                   | 1993 |
| Виктор Пальчяускас          | 1993 |
| Роберт Ю. Бирн              | 1994 |
| Артур Бернард Бисгайер      | 1994 |
| Ларри Мелвин Эванс          | 1994 |
| Эдмунд Бродли Эдмондсон     | 1995 |
| Фред Рейнфельд              | 1996 |
| Кеннет Харкнесс             | 1997 |
| Милан Вукчевич              | 1998 |
| Бенджамин Франклин          | 1999 |
| Эдмар Меднис                | 2000 |
| Любомир Кавалек             | 2001 |
| Лев Альбурт                 | 2003 |
| Дональд Бирн                | 2003 |
| Уолтер Шон Браун            | 2003 |
| Анатолий Лейн               | 2004 |
| Леонид Шамкович             | 2004 |
| Яссер Сейраван              | 2006 |
| Джереми Гейдж               | 2007 |
| Ирвинг Чернев               | 2007 |
| Джоэль Бенджамин            | 2008 |
| Ник Де Фирмиан              | 2008 |
| Ларри Кристиансен           | 2008 |
| Джон Федорович              | 2009 |
| Берт Хохберг                | 2009 |
| Дайан Сейверейд             | 2010 |
| Герман Стейнер              | 2010 |
| Джексон У. Шовальтер        | 2010 |
| Борис Гулько                | 2011 |
| Эндрю (Энди) Солтис         | 2011 |
| Алекс (Ермо) Ермолинский    | 2012 |
| Мона Мэй Карф               | 2012 |
| Грегори Кайданов            | 2013 |
| Абрам Купчик                | 2014 |
| Жаклин Пятигорски           | 2014 |
| Александр Шабалов           | 2015 |
| Гата Камский                | 2016 |
| Морис Эшли                  | 2016 |
| Эдуард Ласкер               | 2017 |
| Билл Гойхберг               | 2018 |
| Алекс Онищук                | 2018 |
| Макс Джадд                  | 2019 |
| Уильям Ломбарди             | 2019 |
| Жужа Полгар                 | 2019 |
| Рекс Синкефилд              | 2020 |
| Джин Кэрнс Синкефилд        | 2020 |
| Фрэнк Брейди                | 2021 |
| Джеймс Шервин               | 2021 |
| Джеймс Тарджан              | 2022 |
| Джон Уотсон                 | 2022 |
| Даниел Уиллард Фиске        | 2022 |
| Лиза Лейн                   | 2023 |
| Уильям Шинкман              | 2023 |
| Юрий Шульман                | 2023 |
| Чарлз Генри Стэнли          | 2024 |

| Имя                          | Страна                        | Год  |
| ---------------------------- | ----------------------------- | ---- |
| Хосе Рауль Капабланка        | Куба                          | 2001 |
| Эмануил Ласкер               | Германия                      | 2001 |
| Пол Морфи                    | США                           | 2001 |
| Вильгельм (Уильям) Стейниц   | Австро-Венгрия → США          | 2001 |
| Роберт Джеймс (Бобби) Фишер  | США                           | 2001 |
| Михаил Ботвинник             | СССР                          | 2003 |
| Тигран Петросян              | СССР                          | 2003 |
| Василий Смыслов              | СССР                          | 2003 |
| Борис Спасский               | СССР                          | 2003 |
| Михаил Таль                  | СССР                          | 2003 |
| Александр Алехин             | Россия → Франция              | 2004 |
| Анатолий Карпов              | СССР / Россия                 | 2004 |
| Махгилис (Макс) Эйве         | Нидерланды                    | 2004 |
| Гарри Каспаров               | СССР / Россия                 | 2005 |
| Зигберт Тарраш               | Германия                      | 2008 |
| Вера Менчик                  | Великобритания                | 2011 |
| Елизавета Быкова             | СССР                          | 2013 |
| Нона Гаприндашвили           | СССР / Грузия                 | 2013 |
| Михаил Чигорин               | Россия                        | 2013 |
| Пауль Керес                  | Эстония / СССР                | 2014 |
| Майя Чибурданидзе            | СССР / Грузия                 | 2014 |
| Ольга Рубцова                | СССР                          | 2015 |
| Людмила Руденко              | СССР                          | 2015 |
| Карл Шлехтер                 | Австро-Венгрия                | 2015 |
| Давид Бронштейн              | СССР                          | 2016 |
| Соня Граф-Стивенсон          | Германия → США                | 2016 |
| Говард Стаунтон              | Великобритания                | 2016 |
| Иоганн Цукерторт             | Германия                      | 2016 |
| Паула Кальмар-Вольф          | Австрия                       | 2017 |
| Виктор Корчной               | СССР → Швейцария              | 2017 |
| Алла Кушнир                  | СССР → Израиль                | 2017 |
| Кира Зворыкина               | СССР                          | 2018 |
| Арон Нимцович                | Россия → Дания                | 2018 |
| Рихард Рети                  | Австро-Венгрия / Чехословакия | 2018 |
| Акиба Рубинштейн             | Россия → Польша               | 2019 |
| Се Цзюнь                     | КНР                           | 2019 |
| Марк Тайманов                | СССР                          | 2019 |
| Мигель Найдорф               | Польша → Аргентина            | 2021 |
| Юдит Полгар                  | Венгрия                       | 2021 |
| Эугенио Торре                | Филиппины                     | 2021 |
| Бент Ларсен                  | Дания                         | 2023 |
| Жужа Полгар                  | Венгрия → США → Венгрия       | 2023 |
| Лайош Портиш                 | Венгрия                       | 2023 |
| Нана Александрия             | СССР / Грузия                 | 2024 |
| Ефим Геллер                  | СССР / Россия                 | 2024 |
| Елена Дональдсон-Ахмыловская | СССР → США                    | 2024 |
| Владимир Крамник             | СССР / Россия                 | 2024 |
| Ирина Левитина               | СССР → США                    | 2024 |
| Фридрик Олафссон             | Исландия                      | 2024 |
| Оскар Панно                  | Аргентина                     | 2024 |
| Лев Полугаевский             | СССР                          | 2024 |
| Роберт Хюбнер                | ФРГ / Германия                | 2024 |
| Чжу Чэнь                     | КНР                           | 2024 |